# 937
Раннє Середньовіччя  •  Епоха вікінгів  •  Золота доба ісламу  •  Реконкіста

## Геополітична ситуація
У Візантії правили Роман I Лакапін та, формально, Костянтин VII Багрянородний. Італійським королем був Гуго Арльський,
Західним Франкським королівством править Людовик IV Заморський, Східним Франкським королівством — Оттон I.
Північ Італії належить Італійському королівству, середню частину займає Папська область, герцогства на південь від Римської області незалежні, деякі області на півночі та на півдні належать Візантії, інші окупували сарацини. Південь Піренейського півострова займає Кордовський халіфат, у якому править Абд Ар-Рахман III. Північну частину півострова займають королівство Астурія і королівство Галісія та королівство Леон під правлінням Раміро II.
Королівство Англія очолює Етельстан.
Існують слов'янські держави: Перше Болгарське царство, де править цар Петро I, Богемія, Моравія, Хорватія, королем якої є Терпимир II, Київська Русь, де править Ігор. Паннонію окупували мадяри, у яких ще не було єдиного правителя.
Аббасидський халіфат очолює ар-Раді, в Іфрикії владу утримують Фатіміди, в Середній Азії — Саманіди. У Китаї триває період п'яти династій і десяти держав. Значними державами Індії є Пала, держава Раштракутів, Пратіхара, Чола. В Японії триває період Хей'ан. На північ від Каспійського та Азовського морів існує Хозарський каганат.

## Події
- У битві під Брунанбургом король Англії Етельстан завдав поразки вікінгам з Дубліна, скотам та Стратклайду.
- Король Західного Франкського королівства Людовик IV Заморський відмовився від опіки Гуго Великого. Гуго Великий увійшов у союз з Гербертом де Вермандуа.
- Король Східного Франського королівства Оттон I змушений боротися з непокірними феодалами, відновлюючи верховну владу.
- Бретонський вождь Ален Барбеторт висадився в Бретані з Англії, відбив Нант у норманів і оголосив себе герцогом Бретані.
- Припинило існування ванство У, засновано ванство Південна Тан.
- На півдні Китаю утворилася держава Далі.